# Minuskuł 25
Minuskuł 25 (wedle numeracji Gregory—Aland), A139 (von Soden) – rękopis Nowego Testamentu pisany minuskułą na pergaminie w języku greckim z XI wieku. Przechowywany jest w Paryżu.

## Opis rękopisu
Kodeks zawiera tekst czterech Ewangelii, na 292 pergaminowych kartach (30,2 cm na 23,2 cm), z pewnymi lukami.
Tekst rękopisu pisany jest jedną kolumną na stronę, w 13 linijek na stronę.
Tekst Ewangelii dzielony jest według κεφαλαια (rozdziały) oraz według Sekcji Ammoniusza, których numery umieszczono na marginesie. Sekcje Ammoniusza zostały opatrzone odniesieniami do Kanonów Euzebiusza. Tekst ewangelii zawiera τιτλοι (tytuły).

## Tekst
Grecki tekst Ewangelii reprezentuje bizantyńską tradycję tekstualną. Aland zaklasyfikował go do kategorii V.

## Historia
Paleograficznie rękopis datowany jest na wiek XI. Rękopis prawdopodobnie powstał w Kalabrii. Na listę rękopisów Nowego Testamentu wciągnął go Wettstein.
Rękopis badał Griesbach, Scholz oraz Paulin Martin.
Obecnie przechowywany jest we Francuskiej Bibliotece Narodowej (Gr. 191) w Paryżu.
Nie jest cytowany w krytycznych wydaniach Novum Testamentum Graece Nestle-Alanda (NA26, NA27).